# شهرستان لهوژاگ
شهرستان لهوژاگ (به لاتین: Lhozhag County) یک منطقهٔ مسکونی در چین است که در لهوکا واقع شده‌است.